# Josef Kreiner (Politiker)
Josef Kreiner (* 14. März 1911 in Wien; † 16. Mai 2004 ebenda) war ein österreichischer Politiker (SPÖ) und Schriftsetzer. Kreiner war von 1949 bis 1952 Abgeordneter zum Landtag von Niederösterreich.

## Leben
Kreiner besuchte die Volks- und Bürgerschule und absolvierte in der Folge eine Lehre als Glasbläser und danach als Schriftsetzer in Komotau in Böhmen. Nach dem Einmarsch der deutschen Wehrmacht in der Tschechoslowakei floh Kreiner mit englischer Hilfe zunächst nach Polen und später nach Schweden, wo er in verschiedenen Berufen beschäftigt war. Nach dem Ende des Zweiten Weltkriegs kehrte Kreiner 1946 nach Österreich zurück und war zwischen 1947 und 1952 als Bezirksparteisekretär tätig. Er vertrat die SPÖ vom 5. November 1949 bis zum 20. November 1952 im Niederösterreichischen Landtag und war zudem von 1950 bis 1952 Gemeinderat. Kreiner emigrierte 1952 erneut nach Schweden. 